# Belichtungsprogramm
Belichtungsprogramme sind verschiedene Modi einer Fotokamera, die dem Fotografen in unterschiedlichen Belichtungssituationen als Hilfe dienen, das Motiv in gewünschter Weise einzufangen. Gegebenenfalls passen sie die Kamera-internen Einstellungen nach vordefinierten Prioritäten automatisch an.
Dabei ist dies keine Neuheit. Ursprünglich gab es nur einen Modus (manuell) und folglich auch keine Auswahlmöglichkeiten.
Der Fotograf nahm alle Einstellungen selbst vor. Mit der Weiterentwicklung der Technik etablierten sich jedoch recht früh die ersten Belichtungsprogramme.
Schon analoge Kameras aus den 1980er Jahren boten diverse Modi wie Blendenautomatik, Zeitautomatik und Vollautomatik zur Auswahl. Heutzutage bieten durchweg alle Kameras eine Reihe von Belichtungsprogrammen, von der Kompaktkamera bis zur Spiegelreflex, egal ob analog oder digital. Meist sind diese durch ein Wahlrad oder das Kameramenü ansteuerbar.
Man unterscheidet drei Arten von Belichtungsprogrammen:
- Normalprogramme (voll automatisch)
- Vollautomatik (voll automatisch)
- Kreativprogramme (halb automatisch und manuell)

Hier unterscheidet man wieder Programme, die automatisch laufen (es muss nur der Auslöser gedrückt werden), oder halb automatisch bis manuell arbeiten (mind. 1 Wert muss manuell eingestellt werden).

## Funktionsweise
Jedes Belichtungsprogramm weist eine bestimmte Charakteristik auf. Diese spezifische Charakteristik soll in bestimmten Belichtungssituationen die Aufnahme von technisch korrekten Bildern erleichtern und bildet eine Kombination aus den folgenden drei Faktoren:
- ISO-Wert
- Belichtungszeit
- Blendenzahl

Diese drei Werte, die den Bildeindruck maßgeblich bestimmen, werden also automatisch vorgewählt und orientieren sich an den Aufnahmebedingungen des ausgewählten Motivbereichs. Dabei richten sich zwei der drei Faktoren nach einem Faktor, der Priorität erhält.

## Vollautomatik
Das Vollautomatikprogramm wird oft durch ein Rechteck mit abgerundeten Ecken dargestellt. Hierbei übernimmt die Kamera die Einstellungen.

## Normalprogramme
Gängige Normalprogramme sind Porträt, Landschaft, Nahaufnahme (auch Makro genannt), Sport, Nacht sowie eines mit ausgeschaltetem Blitz.
Die Zusammenstellung der auszuwählenden Programme variiert jedoch nach Kameratyp und Hersteller.

### Sport
Wählt man das Belichtungsprogramm Sport, so verwendet die Kamera automatisch möglichst kurze Belichtungszeiten, um Bewegungen ohne Verwacklungen und Bewegungsunschärfe einzufangen. Damit das Bild durch diese kurze Belichtungszeit nicht zu dunkel wird, wählt die Kamera eine entsprechend große Blende (→ weite Öffnung – mehr Lichteinfall) und erhöht gegebenenfalls den ISO-Wert. Die Priorität liegt hier bei der Verschlusszeit.

### Nacht
Um nachts nicht nur schwarze Bilder zu erhalten, benötigt man Licht. Da dieses nachts durch Lampen, Laternen etc. nur bedingt vorhanden ist und die ins Objektiv fallende Lichtmenge für eine gute Belichtung oft nicht ausreicht, bedient sich die Kamera hier hoher ISO-Werte und einer offenen Blende, oft auch langer Verschlusszeiten. Da das Bild hier sehr schnell zu verwackeln droht, schaltet sich unter Umständen der Bildstabilisator ein, soweit dieser vorhanden ist.

### Porträt
Für Porträtaufnahmen ist es oft erwünscht, die Person im Vordergrund scharf abzubilden, den Hintergrund aber durch starke Unschärfe auslaufen zu lassen, um das Hauptaugenmerk bei dem Motiv zu halten. Die Kamera wählt also im „Porträt-Programm“ eine geöffnete Blende, um die Schärfentiefe zu verringern. Damit das Bild nicht überbelichtet wird, arbeitet die Kamera hier zum Ausgleich mit kurzen Verschlusszeiten und eventuell geringeren ISO-Werten. Die Priorität liegt hier bei der Blende.

### Vollautomatik
Die Kamera wählt hier je nach Bildausschnitt, Lichtsituation, Bild-Dynamik (z. B. Bewegung) etc. alle Einstellungen automatisch.
Dabei soll ein technisch korrektes Bild entstehen, mit Zeichnung (Sichtbarkeit von Strukturen und Halbtönen, bzw. Tonwertabstufungen) besonders in den Tiefen und Lichtern, ausgewogenen Kontrasten und mittelstarker Farbsättigung sowie möglichst keiner Bewegungsunschärfe. Außerdem wird automatisch bestimmt, ob ein interner Blitz dazugeschaltet wird und in welchem Maße das Bild durch den Blitz aufgehellt wird.

## Kreativprogramme
Kreativprogramme bieten die Möglichkeit, die Bildwirkung individueller zu beeinflussen, und zielen auf den gestalterischen Aspekt der Fotografie. Hier ist es egal, ob ein Bild „technisch perfekt“ aufgenommen wird. Wenn man möchte, kann man hier ohne Probleme z. B. Aufnahmen mit High-Key- oder Low-Key-Charakter erzeugen, was in den Normalprogrammen, wenn überhaupt, nur bedingt möglich ist und sich nicht sonderlich beeinflussen lässt.

### Programmautomatik (P)
Funktioniert in gleicher Weise wie die Vollautomatik, nur dass kein Blitz verwendet wird und gewisse Parameter selbst festgelegt werden können.

### Zeitautomatik (Av, A) (Aperture Value, Aperture Priority)
Hier wird die Blende manuell gewählt und die Belichtungszeit automatisch bestimmt, so dass ein ausgewogener Bildeindruck bezüglich der Helligkeitsverteilung etc. gewährleistet ist.

### Blendenautomatik (Tv, S) (Time Value, Shutter Priority)
Die Belichtungszeit wird manuell festgelegt und die Kamera bestimmt die Blende.

### Manuelle Belichtungssteuerung (M)
Alles wird manuell eingestellt und nichts von der Kamera selbständig reguliert. Dieser Modus ist unerlässlich für kreative Gestaltung in der Fotografie und ist sozusagen der "Originalmodus", den jeder gute Fotograf beherrscht und benutzt.

### Schärfentiefenautomatik (A-Dep)
Die Schärfentiefenautomatik wählt selbständig eine Blende-Belichtungszeit-Kombination, welche einen großen Schärfentiefenbereich zwischen einem nahen und einem weiter entfernten Objekt gewährleistet. Diese Einstellung eignet sich z. B. für Landschaftsaufnahmen und Situationen, in denen sowohl der Vordergrund als auch der Hintergrund scharf sein sollen.

## Motiverfassung
Alle halb- und vollautomatischen Belichtungsprogramme haben die Eigenschaft, bestimmten Faktoren (Blende, Belichtungszeit, oder ISO-Wert) den Vorrang zu geben. Dadurch kann die Motiverfassung situationsbedingt erleichtert werden.
Sie bilden jedoch keine Garantie, ein Motiv auch wirklich optimal zu erfassen, da sie sich nur an typisierten Voreinstellungen und Richtwerten orientieren. Es ist daher für den Fotografen, sollte er eines dieser Programme benutzen, unerlässlich, die Funktionsweise sowie die Vor- und Nachteile der einzelnen Modi zu kennen und ihre Effizienz in Einzelsituationen beurteilen und einschätzen zu können.
Weiß man um die gezielt richtige Verwendung der einzelnen Belichtungsprogramme, stellen diese also durchaus eine nützliche Hilfe bei der Erzielung eines gewünschten Bildeindruckes dar.